# Le Rêve du bonheur
Le Rêve du bonheur est une huile sur toile peinte vers 1819 par Constance Mayer en collaboration avec Pierre-Paul Prud'hon, conservée à Paris au musée du Louvre.

## Historique
Cette peinture d'une dimension de 132 × 184 cm représente un couple et son enfant mené en bateau par l'Amour et la Fortune. L'œuvre est conservée à Paris au musée du Louvre.
Elle a été présentée pour la première fois au Salon de 1819 (no 809 du livret d'exposition).
Les esquisses de Constance Mayer ont été peu conservées (on connaît un dessin de sujet similaire, cf. Bazin[réf. nécessaire]), contrairement aux nombreux travaux préparatoires de Pierre-Paul Prud'hon qui a participé à la conception du tableau.

Études par Pierre-Paul Prud'hon pour Le Rêve du bonheur
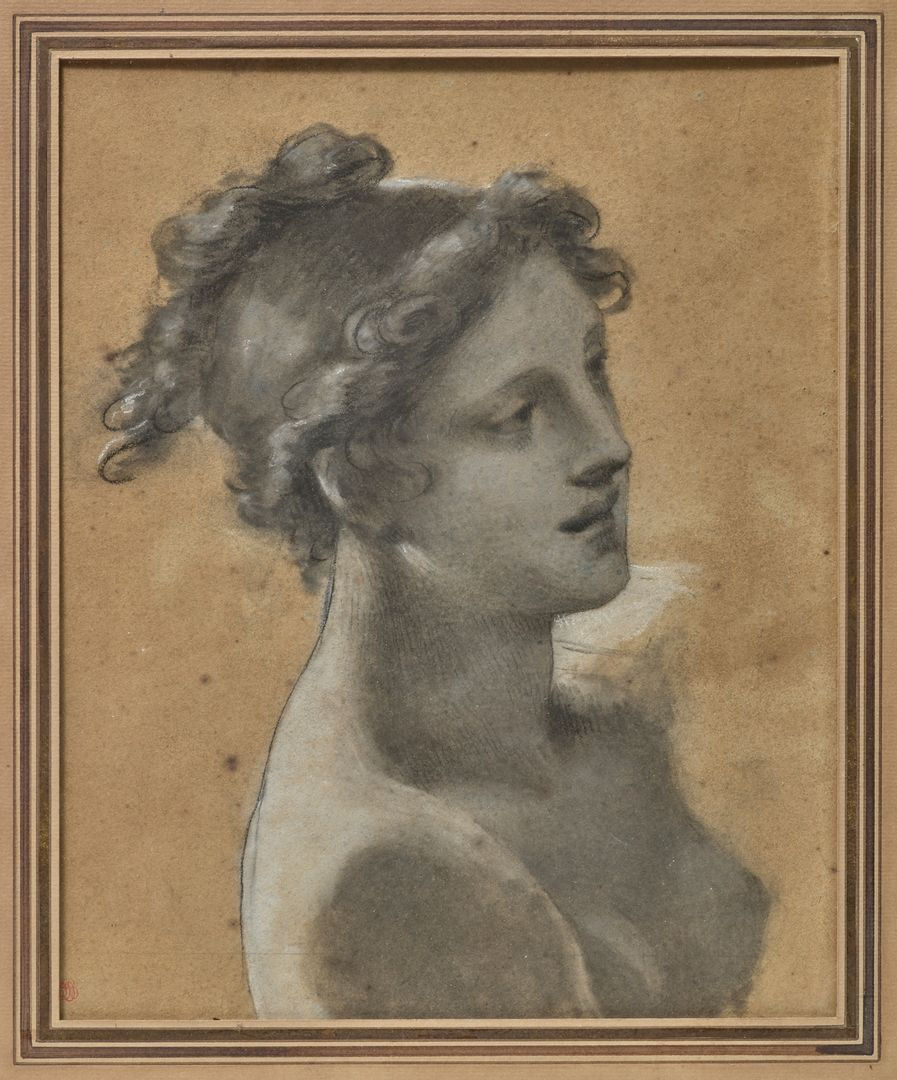
Étude pour la jeune femme (1818), localisation inconnue.
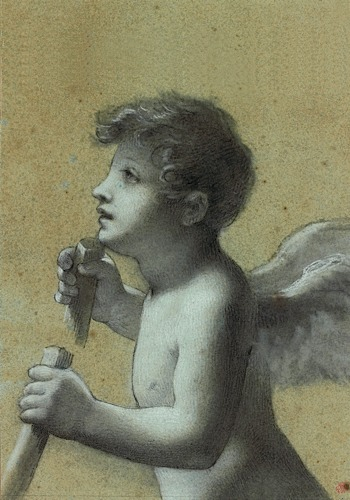
Amour tenant les rames (1819), localisation inconnue.
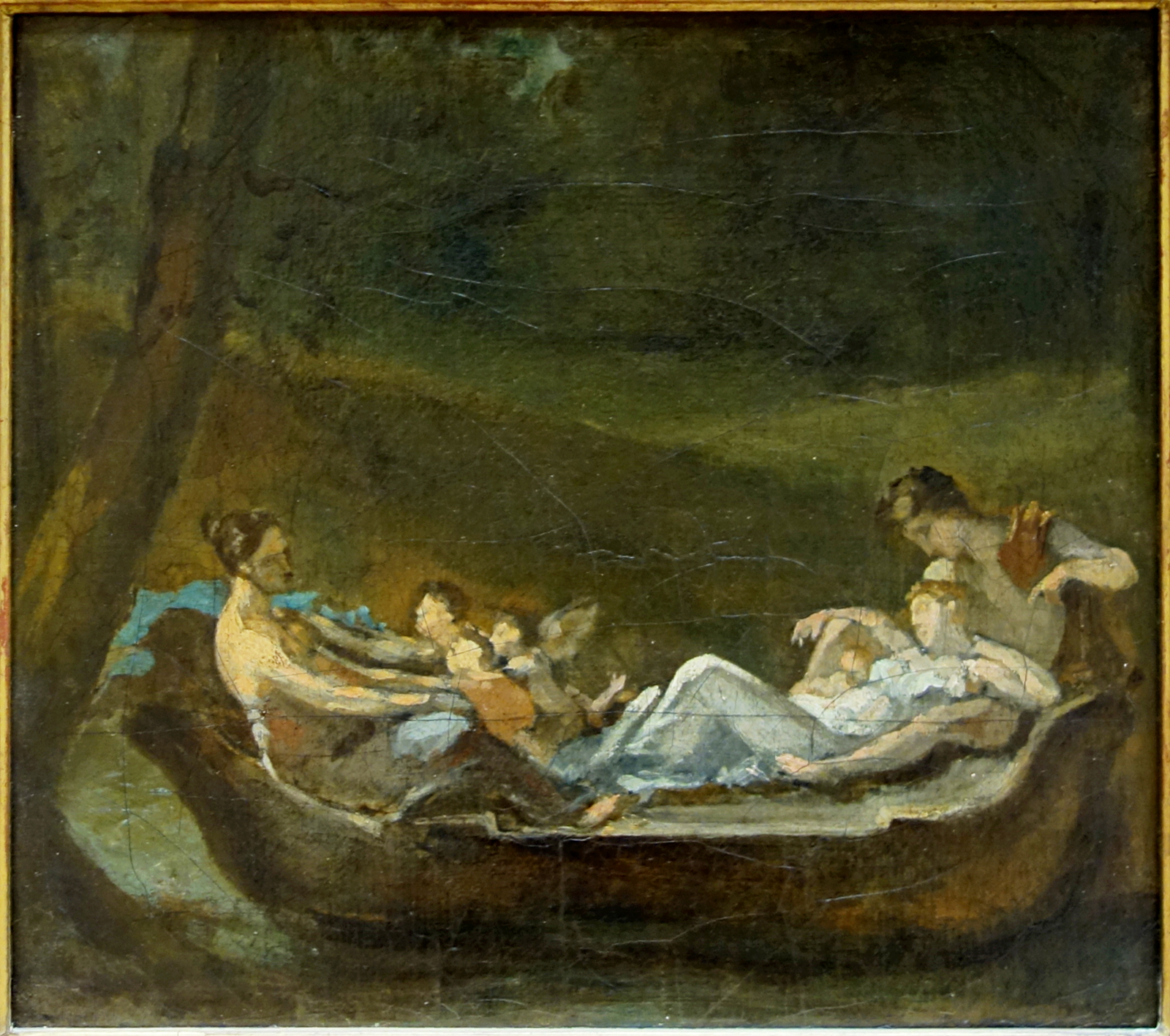
Esquisse (vers 1819), palais des Beaux-Arts de Lille.